# انتزاز

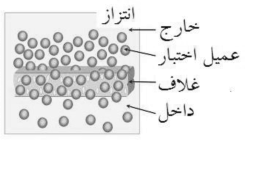

الانتزاز أو اللفظ أو المج أو النَّزْمَرة (بالإنجليزية: Desorption)‏ عكس الامتزاز، أي أنها عملية تغادر فيها الأنواع الكيميائية (الجسيمات أو الذرات أو الشوارد من نوع معين) سطح مادة صلبة وتدخل في المحيط الغازي أو الفراغي.
وفي الانتزاز المثار، تسلط إلكترونات أو الفوتونات على السطح المراد اختباره بانتزاز لأنواع المختلفة من الذرات الموجودة عليه (تفصلها عن السطح ). وتعطي قياسات هذا النوع من البحث العلمي معلومات عن الطريقة التي يؤثر فيها إشعاع معين على المادة، وهي طريقة فحص تحليلية مفيدة في كيمياء وفيزياء السطوح.
وفي الانتزاز الحراري، يحدث انتزاز الذرات أو ألايونات من السطح عند تسخين العينة في ظروف معينة. وتعطي هذه القياسات معلومات عن طاقة ارتباط بتلك الجسيمات بالسطح، وعن نوع الجسيمات الموجودة على السطح ونسبة تغطيتها له، وعن ترتيب عملية الانتزاز، وعن عدد مواقع الارتباط.

## طرق الانتزاز
توجد عدة طرق لإجراء الانتزاز تعتمد على وسائل مختلفة لمد الطاقة:
- انتزاز حراري (برفع درجة الحرارة أو تغيير متوالي لدرجة الحرارة)
- انتزاز ضوئي (بواسطة فوتونات)
- انتزاز فوق صوتي (بموجات فوق صوتية)
- إنتزازكهربي
- انتزاز محفر بالايونات (إثارة الانتزاز بواسطة تسليط أيونات سريعة على المادة )
- انتزاز ضغطي (بتغيير الضغط )
- انتزاز إزاحي (باستخدام مادة سهلة الأمتزاز بالسطح، وغالبا بواسطة بخار الماء)

## معدل الانتزاز

### معدل الانتزاز الحراري
عند حدوث ادمصاص لمادة كيميائية على سطح أحد المواد فقد تبقى على ذلك لمدد طويلة وخصوصا في درجة حرارة منخفضة . ومع ارتفاع درجة الحرارة يتزايد معدل الانتزاز .
يعتمد معدل انتزاز جسيمات من سطح مادة على عدد n الجسيمات أو الجزيئات المدمصة أو الممتصة، وعلى درجة الحرارة T و على طاقة الانتزاز {\displaystyle E_{\mathrm {D} }} ، التي هي أيضا طاقة الارتباط . معادلة المعدل هي:
{\displaystyle R_{\mathrm {D} }=n^{m}k_{\mathrm {D} }^{0}\exp \left({\frac {-E_{\mathrm {D} }}{k_{\mathrm {B} }T}}\right)}
حيث :
{\displaystyle k_{\mathrm {D} }^{0}} تردد الاهتزاز,
{\displaystyle k_{\mathrm {B} }} ثابت بولتزمان
m درجة الانتزاز.
{\displaystyle E_{\mathrm {D} }} تعرف أيضا طاقة التنشيط للانتزاز .
وتعتمد درجة الانتزاز على آلية الانتزاز، وتصنيفها كالآتي:
- m=0: انتزاز من طبقة متعددة الطوابق
- m=1: انتزاز ذرات
- m=2: انتزاز جزيئات ثنائية الذرات
- وغيرها .

### معدل الانتزاز المحفز بالأيونات
يختلف المعدل المشاهد بتحفيز الإيونات بين 1 (في حالة سقوط شعاع أيونات ذات طاقة منخفضة رأسيا على سطح العينة ) وبين 25.000 (في حالة تماس الشعاع الساقط مع السطح، وتكون طاقة الأيونات الساقطة عالية الطاقة [عدة ملايين إلكترون فولط ]. وبصفة عامة يعطي المعادلة التالية معدل الانتزاز في حالة الإثارة بالأيونات:
{\displaystyle R_{\mathrm {D} }=f\left({\frac {\Delta E}{\Delta x}}\right)^{2}\max \left({\frac {d}{\cos(\theta )}},\lambda \right)}
حيث:
{\displaystyle \lambda } عمق دخول الأيونات في سطح المادة ,
{\displaystyle \Delta E/\Delta x} الطاقة المستنفذة في دخول الأيونات مسافة {\displaystyle \Delta x}،
{\displaystyle \theta } زاوية دخول شعاع الايونات،
{\displaystyle d} ثابت يعين عمليا .
تحدد سرعة الانتزاز وما يحتاجه من طاقة سير عمليتي الانتزاز و الادمصاص.

## طبيقاته
يستخدم الانتزاز في التنضيد بغرض تثبيت التركيز في نظام غازي . كما تستخدم الانتزاز بالإثارة الأيونية في البحث العلمي بغرض تنقية أسطح المواد التي لا يمكن تنقيتها بالانتزاز الحراري.